# Плітки

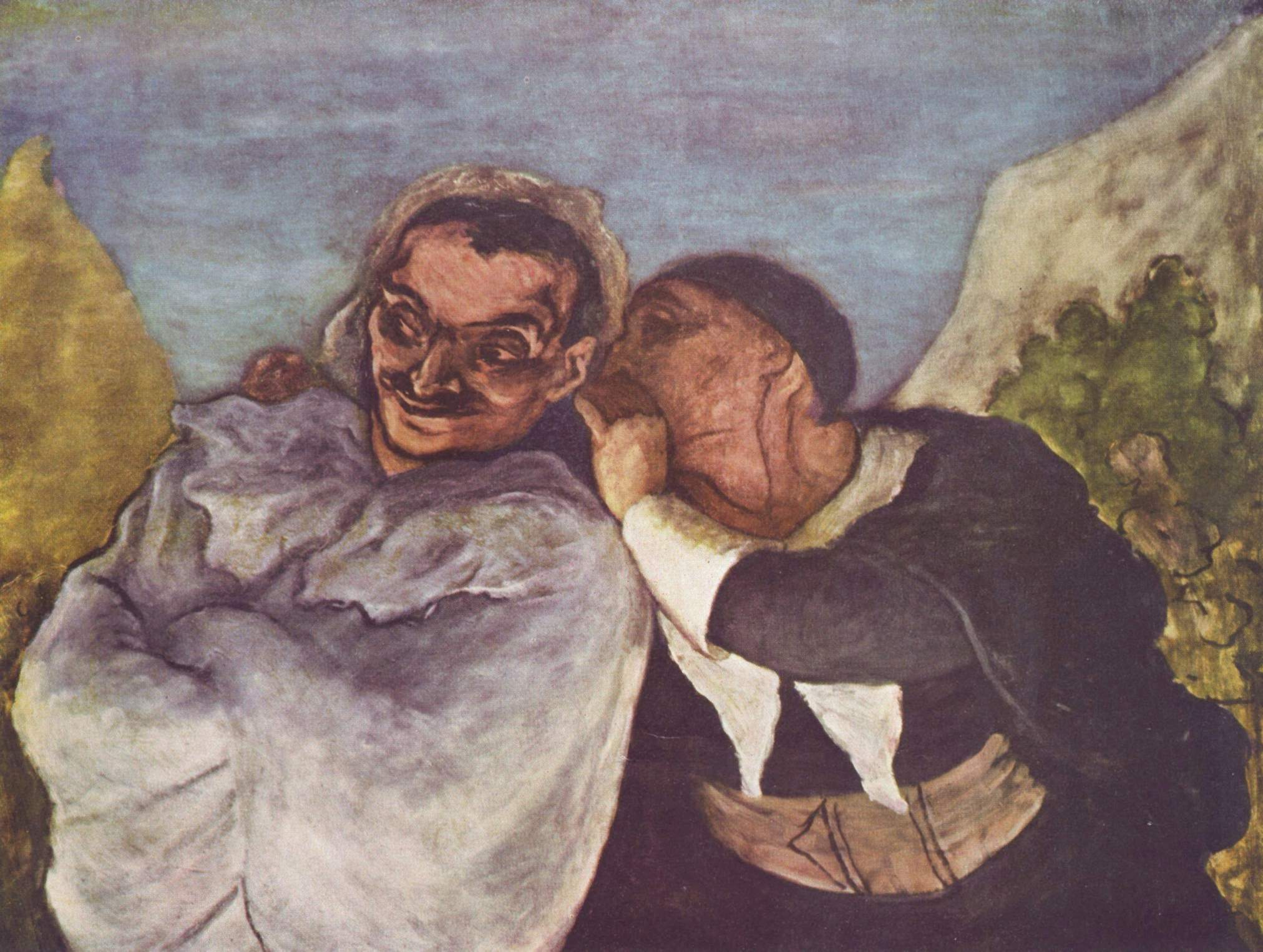
«Плітки» Оноре Дом'є. 1858—1860

Плітки́, також зв́оди, чутки́ (англ. gossip) — особлива, здебільшого недостовірна інформація (яка спотворює істину), що розповсюджується винятково усною формою («із вуст у вуста»).
Плітки існували завжди, і спроби їх позбутися є майже безрезультатними. Існуючи у соціумі, ми контактуємо з іншими людьми, без цього неможливо вжитися в суспільство. Плітки поширюються навколо нас майже щодня. Найчастіше вони викликають у людини негативні емоції, які можуть перерости у так звані фобії.
Плітки мають загалом великий вплив на суспільство. Це можна пояснити тим, що люди часто сприймають їх як достовірну інформацію, і не враховують того, що вона дезінформує їх.
Т. Шибутані ввів дещо іншу інтерпретацію цього визначення. На його думку, це доповнення неформальною мережею «довірчих повідомлень». Тобто місцем контактів може виступати будь-яке місце де індивіди можуть стикнутися (ринок, ферма, туалет, переодягальня). Він пише про те, що будь-яка інформація яка випадковим чином може зацікавити, і буде тією точкою дотику («співпраці»). Наголошення на тому що саме тісні контакти і є тим самим каналом, який створює комунікацію і призводить до виникнення пліток. Т. Шибутані висовує власну позицію, згідно з якою плітки мають дві якості: важливість і невизначеність. Якщо важливість інформації є низька і взагалі володіє невизначеністю, то ця інформація не буде поширюватися, тому і приводів для пліток немає.

### Типи пліток
Лідія Орбан-Лембрик у своїй роботі була навела так звану класифікацію чуток. За експресивним параметром виділяють такі типи як:
- Плітки-бажання. Їхня мета полягає в тому, щоби викликати певне розчарування з приводу того, що було замислено. Цей вид пліток має дві функції: 1) він відповідає бажанням людей, і тому підтримує тонус їхнього соціального існування; 2) такі чутки деморалізують населення, створюючи завищені очікування.[4]
- Чутки-страховища. Мають місце переважно там, де зазвичай панує тривога, страх чи невдоволення власним низьким статусом, абощо. Зазвичай плітки такого типу виникають у періоди соціальної напруги. Особливого поширення такі чутки набувають у ситуаціях складних соціальних і політичних реформ, зміни влади, режиму або соціально-політичної системи в цілому. У таких ситуаціях з'являється обмежений набір сюжетів, які виступають у ролі чуток, що створюють тривогу. Деякі з них видозмінюються залежно від культурних, релігійних чи національних традицій, але основна частина залишається практично незмінною.
- Агресивні плітки. Цей тип спрямований на те, щоби спровокувати індивіда на агресивні вчинки. Це деякою мірою є продовження чуток-страховищ. Подібні плітки не просто викликають негативні настрої та стани, що відображають небажані очікування авдиторії, вони спрямовані на стимулювання агресивного емоційного стану та поведінкової «відповіді», жорсткої агресивної дії. Це можуть бути як міжгрупові, міжетнічні та міжнаціональні конфлікти.[5]

### Інформаційний характер пліток
- Абсолютно недостовірні;
- Недостовірні з елементами правдоподібности;
- Достовірні чутки з елементами неправдоподібности;
- Правдоподібні.

Плітки не можуть повністю бути достовірними, бо інформація завжди зазнає змін від того, хто її викладає та поширює.

### Визначення пліток
За силою впливу
1. чутки, що непокоять групову думку;
2. чутки, які викликають поодинокі чи масові антигромадські настрої;
3. чутки, що руйнують зв'язки між особами та групами.

За цією класифікацією ми маємо змогу побачити як саме плітки впливають та стосунки між індивідами, тобто якщо чутка є негативною, вона може руйнувати зв'язки у групі. Та чутка яка не несе в собі ніякого емоційного характеру, ніяким чином не вплине на групу.
За виникненням
- стихійні, тобто ті, які виникли самостійно без логічної причини, спонтанно.
- навмисне сфабриковані, ті, які навмисне були створені для досягнення певної мети.

За обсягом поширення
- на малу кількість людей (групу осіб)
- на велику авдиторію

Акт передавання інформації та її циркуляції ясно показує, що може бути хоча б два індивіди, які взаємодіють між собою, тим самим передаючи так звану конфіденційну інформацію. Пояснити це можна так: той, хто отримував інформацію своєчергово відповідає тому, хто її надавав і в результаті вони взаємодіють між собою тим самим створюючи її.
Також можна виділити двосторонню взаємодію, яка може бути короткочасною або довгостроковою. Короткочасна це та, яка швидко забувається та майже не має жодних наслідків. Інша ж взаємодія може бути пов'язана з такими характеристиками як антагоністські та солідаристські. Під антагоністськими ми можемо розуміти як таку, яка здійснює протилежну дію (в приклад можна навести те, коли людина(А) говорить якусь плітку про людину(Б), в результаті, людина(Б) говорить, що ця інформація про нього недостовірна і також говорить якусь нову плітку про людину(А))
За інтенсивністю циркуляції
- продуктивні
- непродуктивні

Інтенсивність циркуляції чутки прямо пропорційна інтересу авдиторії до теми й протилежно пропорційна кількости офіційних повідомлень на цей час та ступеня довіри до джерела повідомлення. Це твердження стосується лише змістових умов виникнення та поширення чуток. Щодо функціональних мотивів, то циркуляція чуток полегшує міжособистісні контакти, дає їм додатковий імпульс.
За імовірністю виникнення чутки
- Висока імовірність
- Імовірність близька до мінімуму

Тобто інформація яка є близькою до її достовірності, має менший відсоток того, що вона буде поширюватися у групі. Якщо ж чутка несе у собі хибну інформацію, то імовірність того, що вона виникне буде високою.
У відповідності з соціальними елементами системи взаємодії
П. Сорокін у своїй роботі зазначає ще один підхід до розуміння пліток:
1. Від кількости та якости взаємодіючих індивідів
2. Від характеру актів
3. Від характеру провідників

В залежності від їхньої якости
Ольшанский навів такі приклади:
- чоловіки більше, ніж жінки, схильні виробляти, поширювати та приймати такий вид чуток, як політичні новини (офіційні й неофіційні);
- жінки — пов'язані з зростанням цін, сімейним життям, суперництвом, ревнощами;
- молодь постійно обмінюється відомостями про популярних спортсменів, акторів, «зірочок» естради;
- старі люди — про розміри пенсій, нові ліки, долях оточуючих тощо.

Саме оці подібності та відмінності, мають найбільший вплив на характер вида комунікації.

### Фундаментальні умови, збіг яких робить можливим виникнення пліток
- наявність інтересу масової авдиторії до певної проблеми, висока актуальність даної проблеми та її зв'язок із життєвими потребами людей. Цікава інформація має багато шансів бути підхопленою та передаватися як плітка, якщо плітка викликає цікавість та може нараховувати в собі певні потреби які заохочують людину, то буде попит у суспільстві.
- незадоволеність відповідних потреб. Життя саме повинно породжувати потребу в інформації на деяку тему. Вона повинна бути високоактуальною, тобто зовсім незадоволеною. За такої умови майже будь-яке повідомлення буде заповнювати виниклий інформаційний вакуум і відповідно, користуватися успіхом, передаючись у вигляді плітки. Відчуття ж незадоволеності і зацікавленості виникає у людей у двох випадках. Або це різноманітна відсутність інформації на цю тему взагалі, або ж це така ситуація, в якій наявна інформація не сприймається авдиторією як надійна.[7]

Цікавість до знання чуток
- Відчуття браку інформації;
- Значимість інформації;
- Рівень тривожности;
- Віра в істинність.

Трансформації під час передавання
1. згладжування — коли деякі деталі опускаються;
2. загострення — утворюються нові деталі, які насправді не були присутні початково, у цьому випадку ця інформація є значно цікавішою для отримувачів;
3. уподібнення — відбувається наближення початкового слуху до психологічних, культурним, етнічним особливостей отримувачів.

Деколи згладжування та загострення можуть відбуватися одночасно, що призводить до викривлення інформації.
Соціальна функція орієнтованості
- Рівень індивіда.
- Рівень групи.

Також плітки мають здатність до зниження рівня збуджености в індивідів. Завдяки цьому, людина може легше переносити ту інформацію, яку отримала.